# LeEco
LeEco (LeTV) — китайская технологическая компания и одна из крупнейших онлайн-видео компаний в Китае, основанная в 2014 году. Штаб-квартира находится в районе Чаоян, Пекин.

## История
Основана в ноябре 2014 года, занимается производством телепрограмм, распределением электроэнергии, предоставляет услуги IP-телевидения, производит электромобили, различные гаджеты и смартфоны.
26 июля 2016 года LeEco объявила о приобретении калифорнийского производителя бытовой электроники, в том числе смарт-телевизоров — Vizio Inc. Сумма сделки оценивается в $ 2 млрд.
LeRee (LeEco Russia and Eastern Europe) — дочерняя компания холдинга LeEco, созданная в 2016 году для ведения бизнеса в России и Восточной Европе, в том числе странах СНГ и Украине. 13 сентября 2016 года состоялся официальный старт работы LeEco в России.
В планах компании было приобретение одного из онлайн-кинотеатров в России, переговоры велись с представителями компаний ivi.ru и Megogo.net, но в связи с планируемым законодательным ограничением иностранного участия в онлайн-кинотеатрах от этой идеи решено было временно отказаться.
Одно из перспективных направлений развития бизнеса для компании — это поставки из России в Китай продуктов питания и воды из озера Байкал.
15 октября 2016 открытие официального магазина смарт-электроники LeEco в Москве. Однако, уже 1 августа 2017 года было объявлено о закрытии магазина по причине высоких расходов на аренду.
В 2017 году компания планировала запустить в России линейку смартфонов LeRee на основе продукции совладельца Yota Devices компании Coolpad. LeEco надеялась привлечь молодёжную аудиторию и занять до 10-12 % рынка бюджетных смартфонов.
5 июля 2017 года шанхайский суд арестовал имущество на общую сумму $183 млн, принадлежащее основателю LeEco Цзя Юэтину, его жене и трём его компаньонам. Постановление было вынесено после того, как LeEco не выплатила проценты по банковским кредитам, выданным ей на развитие бизнеса по выпуску смартфонов. В июле американский производитель телевизоров Vizio подал в суд на LeEco из-за проблем с выплатой неустойки.
1 августа 2017 года LeEco закрыла свой единственный магазин в России, который открыла менее года назад. Представитель компании объяснил такое решение высокими расходами на аренду, которые не оправдывали себя. Тогда глава российского подразделения компании (LeRee) Виктор Сюй рассказал, что инвестиции в запуск розничной точки составили $1 миллион. В случае успеха компания планировала открыть в российских регионах до конца 2018 года 150—500 магазинов.
Уже 7 августа сотовые ритейлеры предположили, что китайской компании придется покинуть российский рынок из-за низкого спроса на её устройства. По данным «Евросети», во втором квартале 2017 года LeEco продала в России 21 тысячу смартфонов. Для сравнения, Huawei удалось реализовать 510 тысяч аппаратов, ZTE — 284 тысячи, а Lenovo — 275 тысяч. При этом у LeEco оказалась самая высокая средняя цена на смартфоны среди китайских брендов — 14 400 рублей.
Представители LeEco опровергали предстоящий уход бренда из России. Компания утверждала, что закрытие магазина в Москве не свидетельствует о таком варианте развития ситуации, и в ближайшее время головной офис представит новую стратегию LeEco за пределами Китая. Видимо, эта стратегия будет распространяться не только на Россию, но и другие страны, где работает эта компания, например, США.
На текущий момент (лето 2018), на территории РФ не работает сайт компании, отсутствует розничная сеть. Также имеются судебные решения по искам, которые были поданы покупателями в РФ по причине того что компания не выполнила своих обязательств.
В январе 2018 года LeEco продала большую часть акций компании Coolpad, которые приобрела в 2015—2016 годах.
В середине августа 2018 года LeEco выпустила обновление EUI 6.0 Для Le 2 и её модификаций.
По состоянию на 2020 год, веб-сайт LeEco перестал работать на мировом рынке. На данный момент компания занимается производством телевизоров LeTV на территории Китая.
На февраль 2021 г. для смартфонов Leeco выходит множество прошивок на более современном андроиде. На китайской торговой площадке всё еще продаются не реализованные смартфоны по цене от 79$.
Спустя продолжительное время, 31 августа 2021 года компания LeEco анонсировала для китайского рынка новинку  — смартфон LeTV L5. В своём анонсе, компания решила вернуть своё прежнее название для своего нового, пока не вышедшего смартфона.
Компания LeEco анонсировала для китайского рынка смартфон LeTV Y1 Pro, сделанный в стиле iPhone 13.